# مرحله پلی آف مقدماتی لیگ قهرمانان آسیا ۲۰۱۱
شش تیم، چهار تیم از غرب آسیا و دو تیم از شرق آسیا، در مرحله پلی آف مقدماتی لیگ قهرمانان آسیا ۲۰۱۱ با هم رقابت کردند.
قرعه کشی مرحله مقدماتی در کوالالامپور، مالزی در ۷ دسامبر ۲۰۱۰ برگزار شد. برای ایجاد تعادل، قرعه‌کشی دیگری انجام شد و یکی از تیم‌ها (العین) از غرب به بخش شرقی پلی آف منتقل شد.
هر دو مرحله نیمه نهایی و فینال در یک مسابقه، به میزبانی یکی از تیم‌ها، برگزار شد. در صورت لزوم، از وقت اضافه و ضربات پنالتی برای تعیین برنده استفاده می‌شد. مرحله نیمه نهایی در ۱۲ فوریه ۲۰۱۱ و فینال در ۱۹ فوریه ۲۰۱۱ برگزار شد.
دو تیم برنده پلی آف مقدماتی، یکی از غرب آسیا و دیگری از شرق آسیا، به مرحله گروهی راه یافتند تا به جمع ۳۰ تیم راه یافته به مرحله نهایی مسابقات بپیوندند. همه بازنده‌های پلی آف مقدماتی وارد مرحله گروهی ای‌اف‌سی کاپ ۲۰۱۱ شدند.

## مسابقات

### غرب آسیا
| تیم ۱      | نتیجه      | تیم ۲      |
| نیمه نهایی | نیمه نهایی | نیمه نهایی |
| ---------- | ---------- | ---------- |
| السد       | ۵–۱        | الاتحاد    |
| فینال      |            |            |
| السد       | ۲–۰        | دمپو       |

#### نیمه نهایی
| السد                                         | ۵ – ۱ | الاتحاد            |
| -------------------------------------------- | ----- | ------------------ |
| کیتا ۱۲'، ۳۰' · لئوناردو ۳۳'، ۶۷' · صیدق ۷۶' | گزارش | حمیدی ۸۲' (پنالتی) |

#### فینال
| السد                    | ۲ – ۰ | دمپو |
| ----------------------- | ----- | ---- |
| کیتا ۳۳' · لئوناردو ۸۹' | گزارش |      |

### شرق آسیا
| تیم ۱      | نتیجه            | تیم ۲             |
| نیمه نهایی | نیمه نهایی       | نیمه نهایی        |
| ---------- | ---------------- | ----------------- |
| سریویجایا  | ۲–۲ (و.ا.)(۷–۶پ) | موانگتونگ یونایتد |
| فینال      |                  |                   |
| سریویجایا  | ۰–۴              | العین             |

#### نیمه نهایی
| سریویجایا                                                                        | ۲ – ۲ (و.ا.) | موانگتونگ یونایتد                                                                             |
| -------------------------------------------------------------------------------- | ------------ | --------------------------------------------------------------------------------------------- |
| گامس ۴۹' · گاتویسی ۱۱۲'                                                          | گزارش        | دتساکرون ۸۲' · تراسلی ۹۳'                                                                     |
| ضربات پنالتی                                                                     |              |                                                                                               |
| گامس · استامن · سودارسون · لاسوت · دیانو · گاتویسی · پانگابان · نسری · جوفریانتو | ۷ – ۶        | دتساکرون · جاکرافان پ. · انون س. · ناروفل · داگنو · کریستین ک. · تراسلی · ناتاپورن · وراوت ک. |

#### فینال
| سریویجایا | ۰ – ۴ | العین                                                         |
| --------- | ----- | ------------------------------------------------------------- |
|           | گزارش | هداف ۱۳' · الیاس ۴۵+۴' (پنالتی)، ۵۳' · عبدالرحمن ۵۰' (پنالتی) |